# Stare Budy (Białoruś)
Stare Budy, Budy Stare (biał. Старыя Буды; ros. Старые Буды) – wieś na Białorusi, w obwodzie brzeskim, w rejonie lachowickim, w sielsowiecie Honczary, przy linii kolejowej Łuniniec – Baranowicze.

## Historia
W dwudziestoleciu międzywojennym leśniczówka leżąca w Polsce, w województwie nowogródzkim, w powiecie baranowickim, w gminie Niedźwiedzica. W 1921 miejscowość liczyła 13 mieszkańców, zamieszkałych w 2 budynkach, wyłącznie Białorusinów wyznania rzymskokatolickiego.
Po II wojnie światowej w granicach Związku Sowieckiego. Od 1991 w niepodległej Białorusi.